# Liste des sites classés et inscrits des Alpes-de-Haute-Provence

Le département des Alpes-de-Haute-Provence en rouge sur la carte

La liste des sites classés des Alpes-de-Haute-Provence présente les sites naturels classés du département des Alpes-de-Haute-Provence.

## Liste
Les critères sur lesquels les sites ont été sélectionnés sont désignés par des lettres, comme suit :
- TC : Tout critère
- A : Artistique
- P : Pittoresque
- S : Scientifique
- H : Historique
- L : Légendaire

| Commune                                                         | Site classé | Description | Date du classement         | Critère de classement | Géolocalisation             | Superficie(ha) | Autres labels | Illustration |
| --------------------------------------------------------------- | --- | ----------- | -------------------------- | --------------------- | --------------------------- | -------------- | ------------- | ------------ |
| Allemagne-en-Provence                                           | Le parc du château d'Allemagne avec ses plantations d'arbres, parcelles 381 à 385 |             | arrêté du 3 mars 1942      | TC                    | 43° 46′ 59″ N, 6° 00′ 28″ E |                |               |              |
| Annot                                                           | Les rochers et les groupes de rochers dénommés le Massif de la Chambre du Roi, le Massif de la Chapelle, la Dent du Diable, les rochers aux Cent Marches et de Moulard, et le massif de rochers au-dessus de la voie du chemin de fer |             | arrêté du 11 janvier 1921  | TC                    | 43° 57′ 57″ N, 6° 40′ 46″ E |                |               |              |
| Beaujeu                                                         | L'ensemble formé par l'ancien cimetière, la chapelle et leurs abords, parcelles 12 à 18 section E et limité par la RN 100, le torrent d'Arrigeol et les dernières maisons du village au sud                                           |             | arrêté du 23 juin 1943     | TC                    | 44° 12′ 15″ N, 6° 22′ 20″ E |                |               |              |
| Castellane                                                      | Le Roc de Notre-Dame |             | arrêté du 7 juin 1933      | TC                    | 43° 50′ 51″ N, 6° 30′ 54″ E |                |               |              |
| Castellane                                                      | Les abords du Pont du Roc, parcelles 144 à 148, 156 section B en aval du pont rive droite, et 302 section C en amont du pont rive gauche                                                                                              |             | arrêté du 29 janvier 1940  | TC                    | 43° 50′ 37″ N, 6° 31′ 04″ E |                |               |              |
| Castellane, Moustiers-Sainte-Marie, La Palud-sur-Verdon, Rougon | L'ensemble formé par les Gorges du Verdon |             | décret du 26 avril 1990    | P                     | 43° 47′ 54″ N, 6° 24′ 10″ E |                |               |              |
| Château-Arnoux-Saint-Auban                                      | L'ensemble constitué par le château et son parc |             | arrêté du 8 juin 1951      | TC                    | 44° 05′ 39″ N, 6° 00′ 33″ E |                |               |              |
| Colmars                                                         | La cascade de La Lance, parcelles 128 section C et 767 section D |             | décret13 mai 1941          | TC                    | 44° 10′ 42″ N, 6° 38′ 57″ E |                |               |              |
| Forcalquier                                                     | Le cimetière, parcelles 766 et 383 section B |             | arrêté du 2 août 1946      | AH                    | 43° 58′ 04″ N, 5° 46′ 57″ E |                |               |              |
| Jausiers                                                        | Le vieux noyer situé devant la maison d'habitation de M. Jullien Nicolas, au hameau des Davids |             | arrêté du 20 août 1941     | TC                    |                             |                |               |              |
| Le Lauzet-Ubaye                                                 | Le lac du Lauzet, au Lauzet, et ses rives sud et ouest, parcelles 439, 413, 419 à 425 section E |             | arrêté du 1er août 1939    | TC                    | 44° 25′ 41″ N, 6° 26′ 17″ E |                |               |              |
| Le Lauzet-Ubaye                                                 | Le site des cascades de Costeplane, au Lauzet-Ubaye, parcelles 92, 93 section A et 733, 736, 737, 739, 743 section B |             | arrêté du 9 janvier 1939   | TC                    |                             |                |               |              |
| Le Lauzet-Ubaye                                                 | Le site du Pas-de-la-Tour, au Lauzet, parcelles 28, 70 section E et 14, 259 section F |             | arrêté du 28 décembre 1938 | TC                    |                             |                |               |              |
| Le Lauzet-Ubaye                                                 | Le site du Pont Romain au Lauzet, parcelles 16, 33, 34 section C et 34 section G |             | arrêté du 28 décembre 1938 | TC                    | 44° 25′ 55″ N, 6° 26′ 17″ E |                |               |              |
| Le Lauzet-Ubaye                                                 | Le terrain situé en bordure du lac du Lauzet parcelle 248 section G de la commune du Lauzet |             | décret du 5 octobre 1939   | TC                    | 44° 25′ 41″ N, 6° 26′ 17″ E |                |               |              |
| Les Mées                                                        | La chaîne de rochers dite des Pénitents, parcelle 480 section B |             | arrêté du 12 mai 1941      | TC                    |                             |                |               |              |
| Méolans-Revel                                                   | Le site constitué par le clocher de Méolans et ses abords, à Méolans, parcelles 1 à 6, 8, 10 à 13, 15 à 18, 70 à 89, 97 à 103, 105 à 114, 190 à 196 section G                                                                         |             | arrêté du 25 janvier 1944  | TC                    | 44° 24′ 04″ N, 6° 30′ 37″ E |                |               |              |
| Montfuron                                                       | Le vieux moulin à vent appartenant au syndicat d'initiative de Manosque |             | arrêté du 28 juillet 1938  | TC                    |                             |                |               |              |
| Moustiers-Sainte-Marie                                          | Les rochers et la chaîne depuis le pont dit des Achards jusqu'au sommet des rochers portant les extrémités de la chaîne, parcelles 55 à 61 et 82, 83 section B                                                                        |             | arrêté du 3 janvier 1939   | TC                    |                             |                |               |              |
| Riez                                                            | Le plateau de Saint-Maxime, avec le pré et les pins qui l'entourent |             | arrêté du 19 mars 1921     | TC                    |                             |                |               |              |
| Riez                                                            | Le terrain communal situé aux abords du musée lapidaire de Riez, parcelle 628 section D |             | arrêté du 15 juillet 1938  | TC                    |                             |                |               |              |
| Rougon                                                          | L'éperon rocheux sis sur la parcelle cadastrale 1445 de Rougon et sur lequel s'élevait l'ancien château féodal de Rougon |             | arrêté du 9 décembre 1942  | TC                    | 43° 47′ 53″ N, 6° 24′ 10″ E |                |               |              |
| Saint-Maime                                                     | L'ensemble formé par le plateau et les ruines du château de Saint-Maime, parcelle 1 section C appartenant à la commune de Saint-Maime                                                                                                 |             | arrêté du 23 mai 1943      | TC                    | 43° 54′ 17″ N, 5° 47′ 36″ E |                |               |              |
| Saint-Michel-l'Observatoire                                     | Les deux cyprès plantés près du bâtiment de l'ancien évêché touchant l'église de Saint-Michel-l'Observatoire, parcelle 99 section E                                                                                                   |             | arrêté du 28 octobre 1942  | TC                    |                             |                |               |              |
| Saint-Paul-sur-Ubaye                                            | Le groupe de colonnes coiffées situées au ravin de Pierre Vache à proximité de la RN 202 entre Mélézen et Saint-Paul-sur-Ubaye, sur le territoire de Saint-Paul-sur-Ubaye                                                             |             | arrêté du 12 juillet 1941  | TC                    |                             |                |               |              |
| Saint-Paul-sur-Ubaye                                            | L'ensemble formé par le pont et le plateau du Châtellet à Saint-Paul-sur-Ubaye, parcelles 620 à 624 et 626, 627 section L |             | arrêté du 10 mai 1938      | TC                    | 44° 32′ 11″ N, 6° 47′ 09″ E |                |               |              |
| Saint-Paul-sur-Ubaye                                            | Les abords de la Redoute de Berwick, à Saint-Paul-sur-Ubaye, parcelles 1194p, 1197p, 1198p et 1202 |             | arrêté du 29 janvier 1940  | TC                    | 44° 29′ 00″ N, 6° 45′ 03″ E |                |               |              |
| Sisteron                                                        | Les bâtiments, murs d'enceinte, bois et terrains de l'ancienne citadelle de Sisteron, à l'exception de ceux déjà classés comme monuments historiques                                                                                  |             | arrêté du 11 février 1925  | TC                    | 44° 11′ 56″ N, 5° 56′ 35″ E |                |               |              |